# Aleksandr Diatxenko
Aleksandr Diatxenko (en rus: Александр Дяченко) (17 d'octubre de 1983) és un ciclista kazakh. Professional des del 2004.
L'any 2012 va quedar 2n a la general de la Volta a Turquia, però després de confirmar-se el positiu per EPO d'Ivailo Gabrovski que havia quedat primer, se li va atorgar el triomf final.

## Palmarès
- 2007
  -  Campió del Kazakhstan en contrarellotge
  - Vencedor d'una etapa a la Volta a Bulgària
- 2012
  - 1r al Volta a Turquia i vencedor d'una etapa
- 2013
  -  Campió del Kazakhstan en ruta

### Resultats al Giro d'Itàlia
- 2010. Abandona (11a etapa)
- 2011. 111è de la classificació general
- 2012. 119è de la classificació general

### Resultats a la Volta a Espanya
- 2010. 30è de la classificació general
- 2011. 102è de la classificació general
- 2012. 137è de la classificació general